# ウィーン地下鉄1号線
ウィーン地下鉄1号線(-1ごうせん,Wiener U-Bahnlinie 1)は、ウィーン路線網が運営する地下鉄路線の一つである。オーストリア共和国の首都ウィーン市の北東部にあるレオポルダウ駅(Leopoldau)から南部のオーバーラー駅(Oberlaa)を縦に結ぶ路線であり、途中ウィーン市中央のシュテファンスプラッツ駅(Stephansplatz)を通る。路線色は赤である。

## 概要
現在ある5本のウィーン地下鉄路線の内、1号線(以下U1:他の路線も同様)は1978年に新規開業した。番号順では最初であるが、最初に営業が開始された路線は都市鉄道(シュタットバーン)の一部を利用して1976年に開通した4号線である。1976年にロイマンプラッツ駅からカールスプラッツ駅(Karlsplatz)間の最初の営業区間が開通した後にウィーン市北東部方向に延伸が続けられ、2006年にウィーンSバーンレオポルダウ駅まで開業した。2017年9月2日、6億ユーロの建設費用でロイマンプラッツ駅からオーバーラー駅までの4.6 kmを延伸開業した。
路線は北方向にオーバーラー駅から観光地として有名な1区インネレシュタットの中心のシュテファン大聖堂があるシュテファンスプラッツ駅(Stephansplatz)との間をつなぐ。ここから北東方向へと転進してドナウ川を渡り、IAEA等の国際連合機関が多数集積する国連都市(通称UNO-City)の横を通って終点のレオポルダウ駅に至る。アラウダガッセ駅からドナウインゼル駅(Donauinsel)までは地下路線であり、このドナウインゼル駅を境に終点まで高架区間と地下区間が混在する。

## 年表
- 1978年2月25日 -ロイマンプラッツ～カールスプラッツ間開業
- 1978年9月 -カールスプラッツ～シュテファンスプラッツ間延伸
- 1979年11月24日 -シュテファンスプラッツ～ネストロイプラッツ(Nestroyplatz)間延伸
- 1981年2月28日 -ネストロイプラッツ～プラーターシュテルン(Praterstern)間延伸
- 1982年9月3日 -プラーターシュテルン～カグラン(Kagran)間延伸
- 2006年9月2日 -カグラン～レオポルダウ間延伸
- 2017年9月2日 -ロイマンプラッツ～オーバーラー間延伸

## 駅
- オーバーラー駅(Oberlaa)
- ノイラー駅(Neulaa)
- アラウダガッセ駅(Alaudagasse)
- アルテスラントグート駅(Altes Landgut)
- トロストシュトラーセ駅(Troststraße)
- ロイマンプラッツ駅(Reumannplatz)
  - 接続:路面電車6、11、バス:7A、14A、65A、66A、68A、68B、夜間バスN6、N66、N67、N68
- ケプラープラッツ駅(Keplerplatz)
  - 接続:バス14A
- ズュートティローラープラッツ駅(Südtiroler Platz)
  - 接続:オーストリア連邦鉄道（ウィーン中央駅） Sバーン、路面電車O、18、バス13A、69A、夜間バスN66、N67
- タウプシュトゥンメンガッセ駅(Taubstummengasse)
  - 接続:夜間バスN66、N67
- カールスプラッツ駅(Karlsplatz)
  - 接続:地下鉄U2、U4、路面電車D、1、2、62、バーデン線、バス3A、4A、59A、夜間バスN25、N26、N36、N38、N46、N49、N50、N58、N60、N62、N66、N67、N71、N75
  - ウィーン国立歌劇場・カールス教会・ナッシュマルクト
- シュテファンスプラッツ駅(Stephansplatz)
  - 接続:地下鉄U3、バス1A、2A、3A
  - シュテファン大聖堂
- シュヴェーデンプラッツ駅(Schwedenplatz)
  - 接続:地下鉄U4、路面電車1、2、バス2A、夜間バスN25、N26、N29、N31、N36、N38、N58、N60、N66、N67
- ネストロイプラッツ駅(Nestroyplatz)
  - 接続:バス5A、夜間バスN25、N26
- プラーターシュテルン駅(Praterstern)
  - 接続:Sバーン、地下鉄U2、路面電車O、5、バス80A、82A、夜間バスN25、N26、N29
- フォーアガルテンシュトラーセ駅(Vorgartenstraße)
  - 接続:バス11A、夜間バスN25、N26
- ドナウインゼル駅(Donauinsel)
  - 接続:夜間バスN25、N26
- カイザーミューレン駅(Kaisermühlen)
  - 接続:バス20B、90A、91A、92A、夜間バスN25、N26、空港バス
  - ウィーン国際センター
- アルテドナウ駅(Alte Donau)
  - 接続:バス20B、21B、夜間バスN25、N26
- カグラン駅(Kagran)
  - 接続:路面電車26、バス26A、27A、93A、94A、夜間バスN25、N26
- カグラナープラッツ駅(Kagraner Platz)
  - 接続:路面電車26、バス23A、24A、31A、夜間バスN20、N23、N25
- レンバーンヴェーク駅(Rennbahnweg)
  - 接続:バス25A、27A、夜間バスN25
- アーデルクラーエアーシュトラーセ駅(Aderklaaer Straße)
- グロースフェルドズィードルング駅(Großfeldsiedlung)
  - 接続:バス28A、29A、夜間バスN25
- レオポルダウ駅(Leopoldau)
  - 接続:Sバーン、バス29A、32A、夜間バスN25